# Jandía

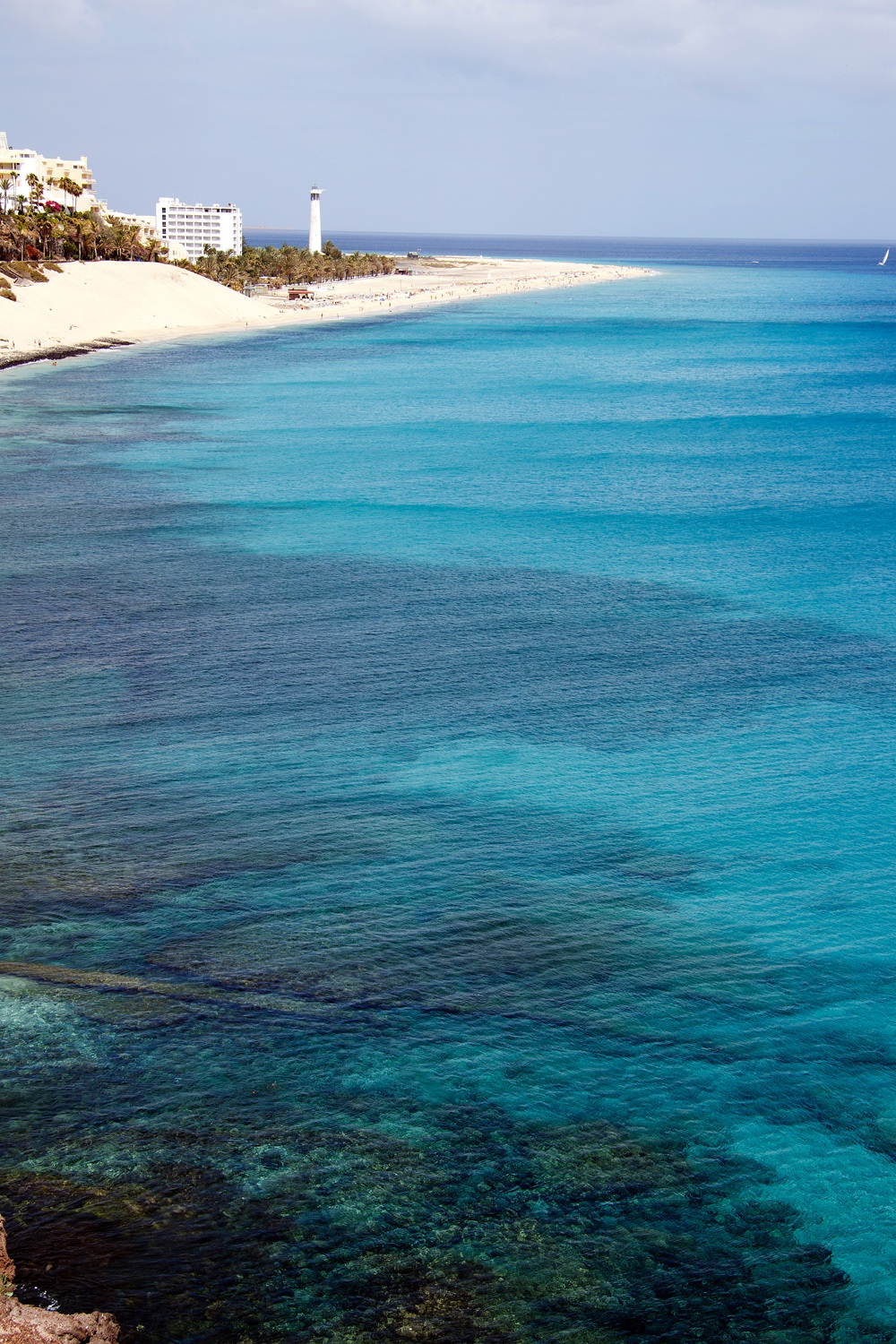
Jandía: Blick von Morro Jable zum Leuchtturm bei Jandía Playa

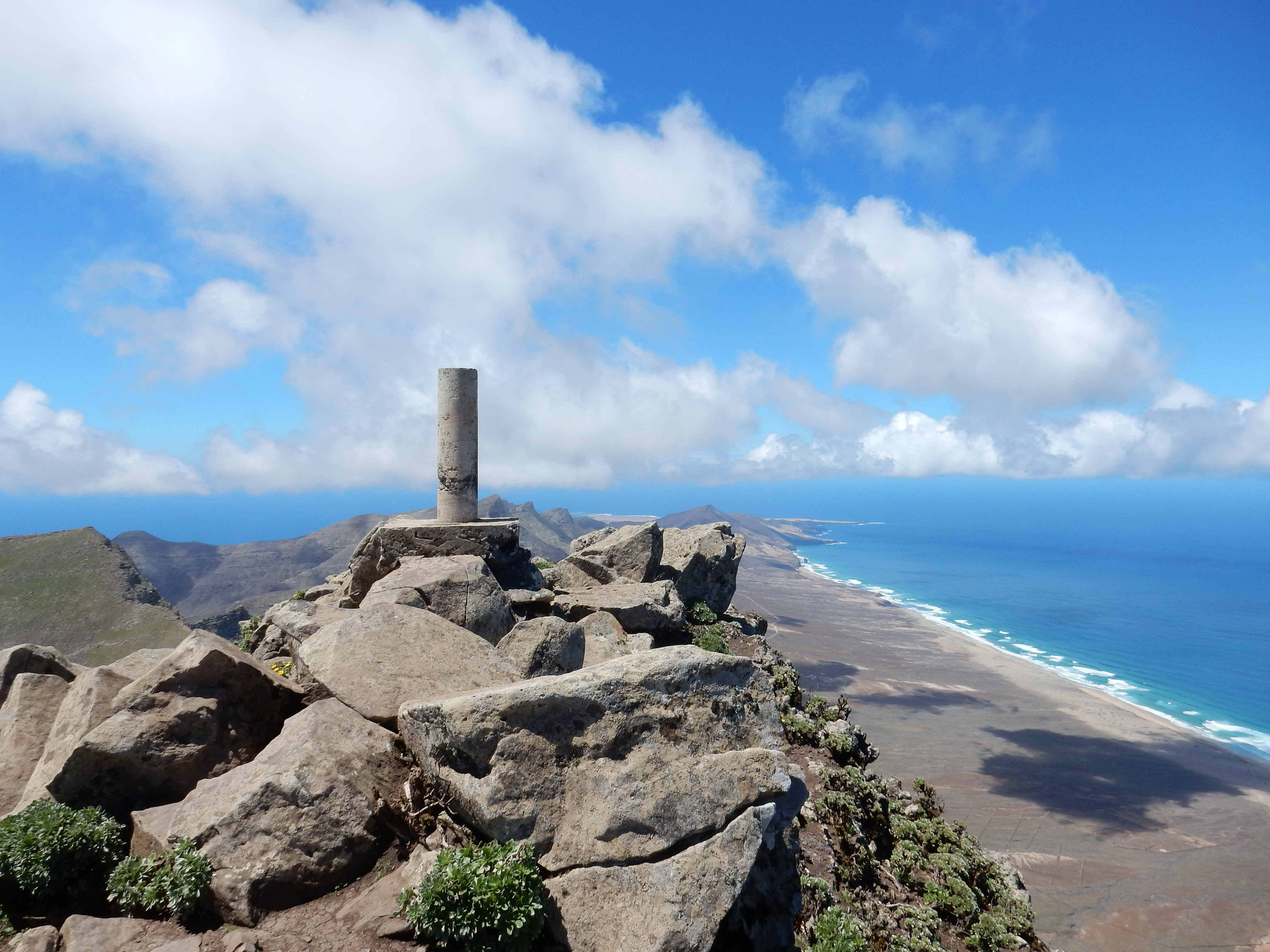
Pico de la Zarza

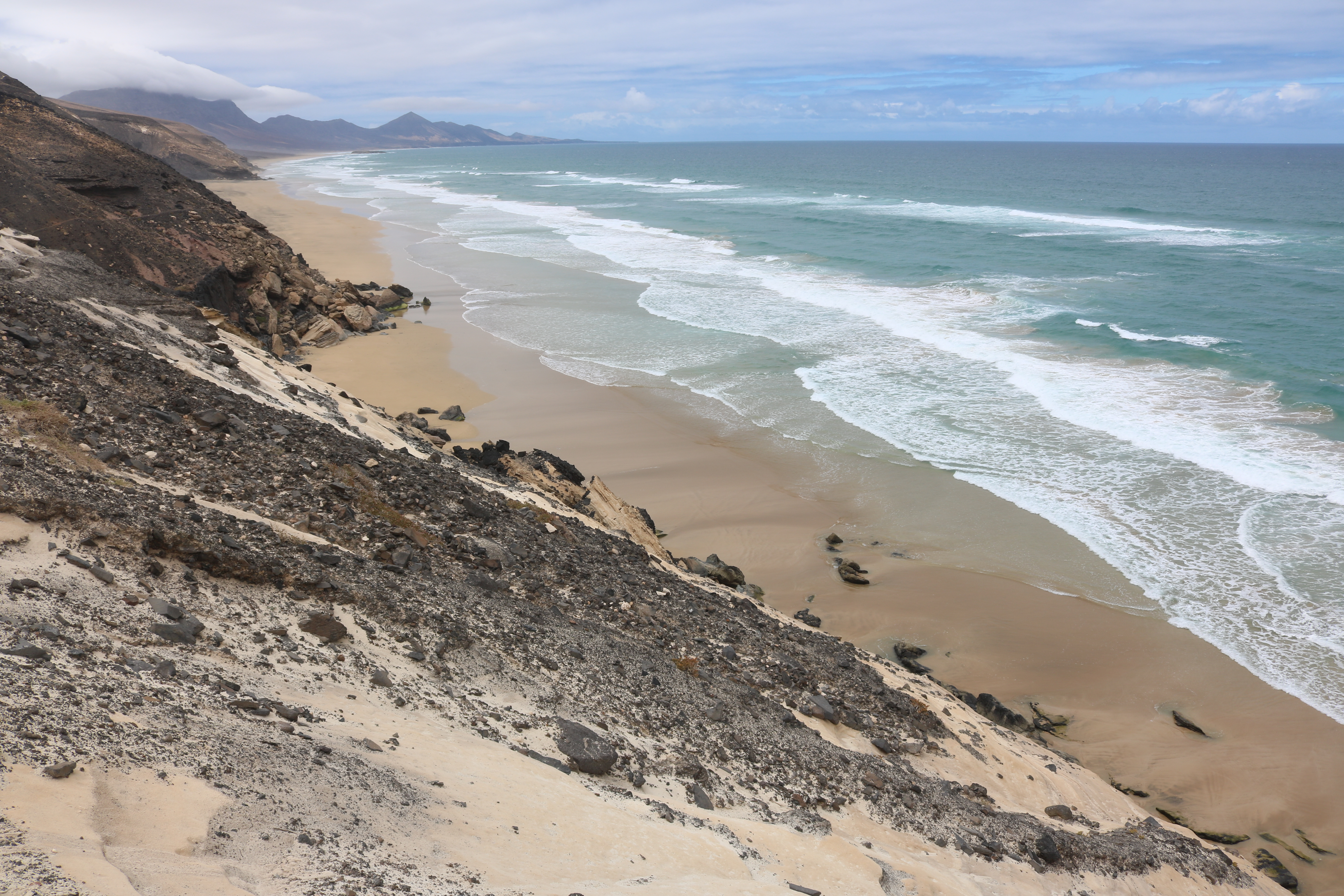
Playa de Barlovento an der Nordküste von Jandía

Jandía bezeichnet auf der zu Spanien gehörenden Kanarischen Insel Fuerteventura die im Süden gelegene Halbinsel Jandía sowie das auf dieser befindliche Bergmassiv, dessen mit 807 m höchster Gipfel Pico de la Zarza (auch: Pico de Jandía) der höchste Berg Fuerteventuras ist. Zudem gibt es eine Landspitze Punta de Jandía sowie den Tourismusort Jandía Playa (auch: Solana Matorral), der mit Morro Jable das touristische Zentrum der Halbinsel bildet. Die Halbinsel Jandía gehört zur Gemeinde Pájara.

## Strände
Aufgrund des fast das ganze Jahr über sonnigen Wetters und Temperaturen, die selbst in den Wintermonaten einen Badebetrieb zulassen, entstanden auf der Halbinsel seit den 1980er-Jahren große Touristenzentren, Costa Calma an der Ostküste und Morro Jable mit der Urbanisation Jandía Playa an der Südküste. Beide Badeorte verbindet ein etwa 20 km langes Strandrevier, es reicht von der Playa del Matorral bei Morro Jable bis zu den Playas de Sotavento in Costa Calma.
An der Nordküste der Halbinsel befindet sich der kleine Fischerort Cofete, in dessen Nähe die Villa Winter angesiedelt ist, die von dem deutschen Geschäftsmann Gustav Winter errichtet wurde.

## Touristische Bedeutung
In den großen Ferienzentren Morro Jable und Costa Calma finden Touristen ein breites Angebot an Wassersport. Beste Bedingungen für Windsurfen und Kitesurfen gibt es an der Playa Barca, an der sich eines der größten Surfzentren Europas befindet. Im Norden bildet der Istmo de la Pared mit nur fünf Kilometer Breite die schmalste Stelle Fuerteventuras. An dessen Westküste liegen die schönsten Sandstrände der Insel, sie ziehen vor allem Wellenreiter an.
Während an den Küsten die negativen Auswirkungen des Massentourismus augenscheinlich sind, ist das gebirgige Hinterland der Halbinsel so gut wie unbesiedelt und sehr ursprünglich. Wanderer finden in der kargen doch durch den teils wüstenhaften Charakter durchaus faszinierenden Landschaft etliche ausgeschilderte Wege. Neben der Besteigung des Pico de la Zarza gibt vor allem an der unverbauten Nord- und Westküste von Jandía lohnende Ziele.

## Flora
Der überwiegende Teil der Halbinsel ist als Parque Natural de Jandía (dt. Naturpark Jandía) ausgewiesen. Trotz extrem niedriger Niederschläge können sich etliche anspruchslose Pflanzenarten behaupten. Sozusagen das botanische Aushängeschild ist die endemische Jandía-Wolfsmilch Euphorbia handiensis.

## Bildergalerie

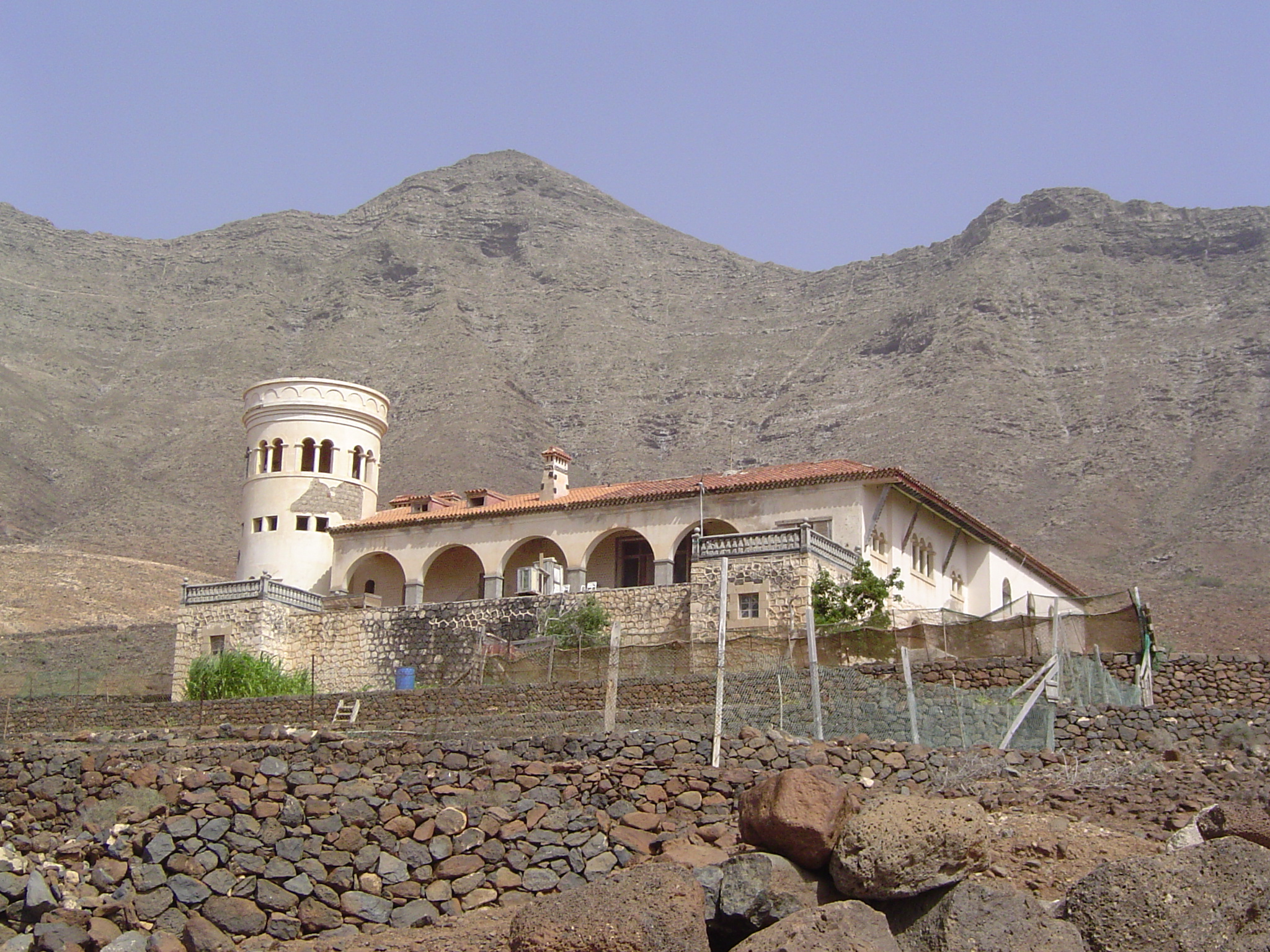
Villa Winter
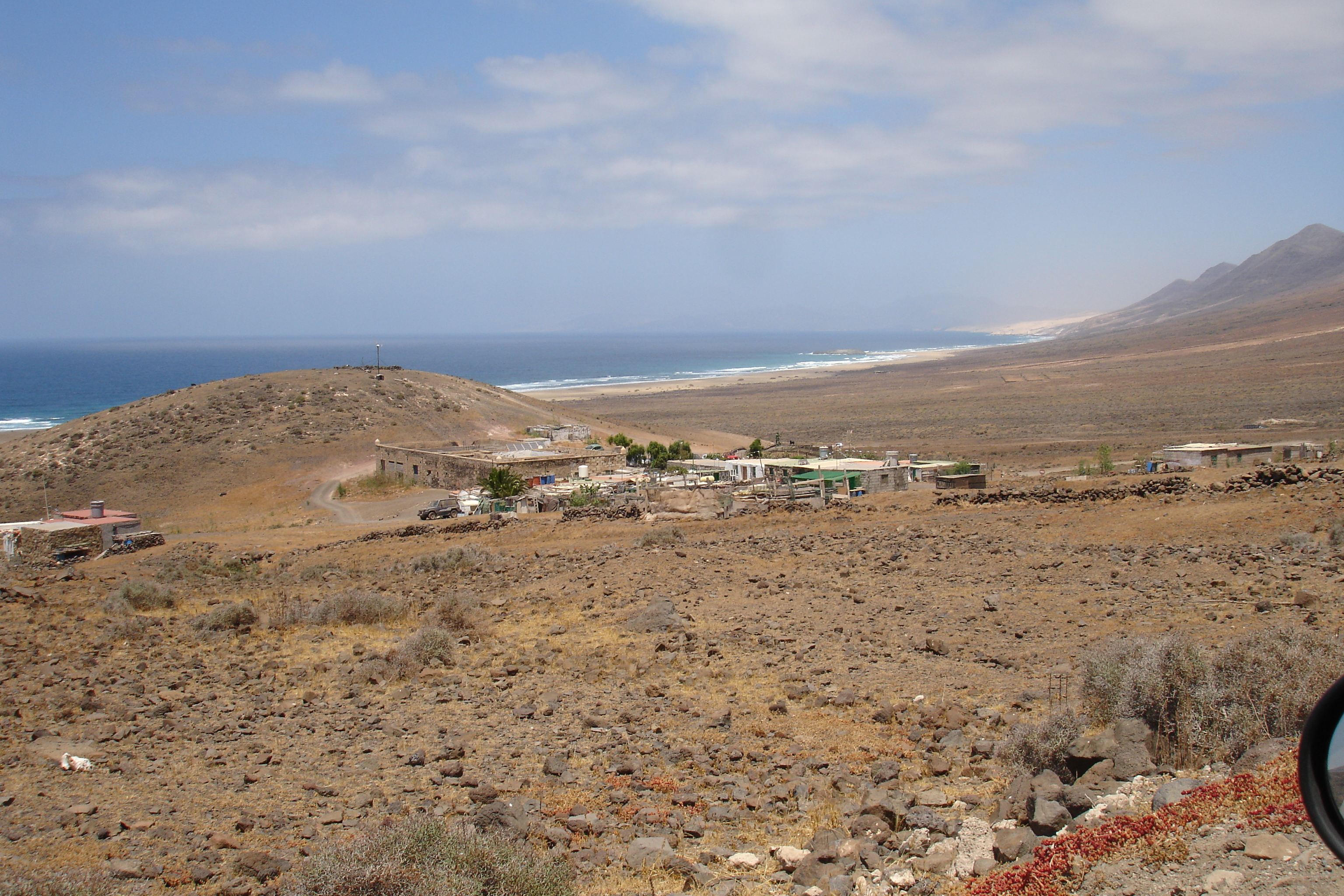
Cofete
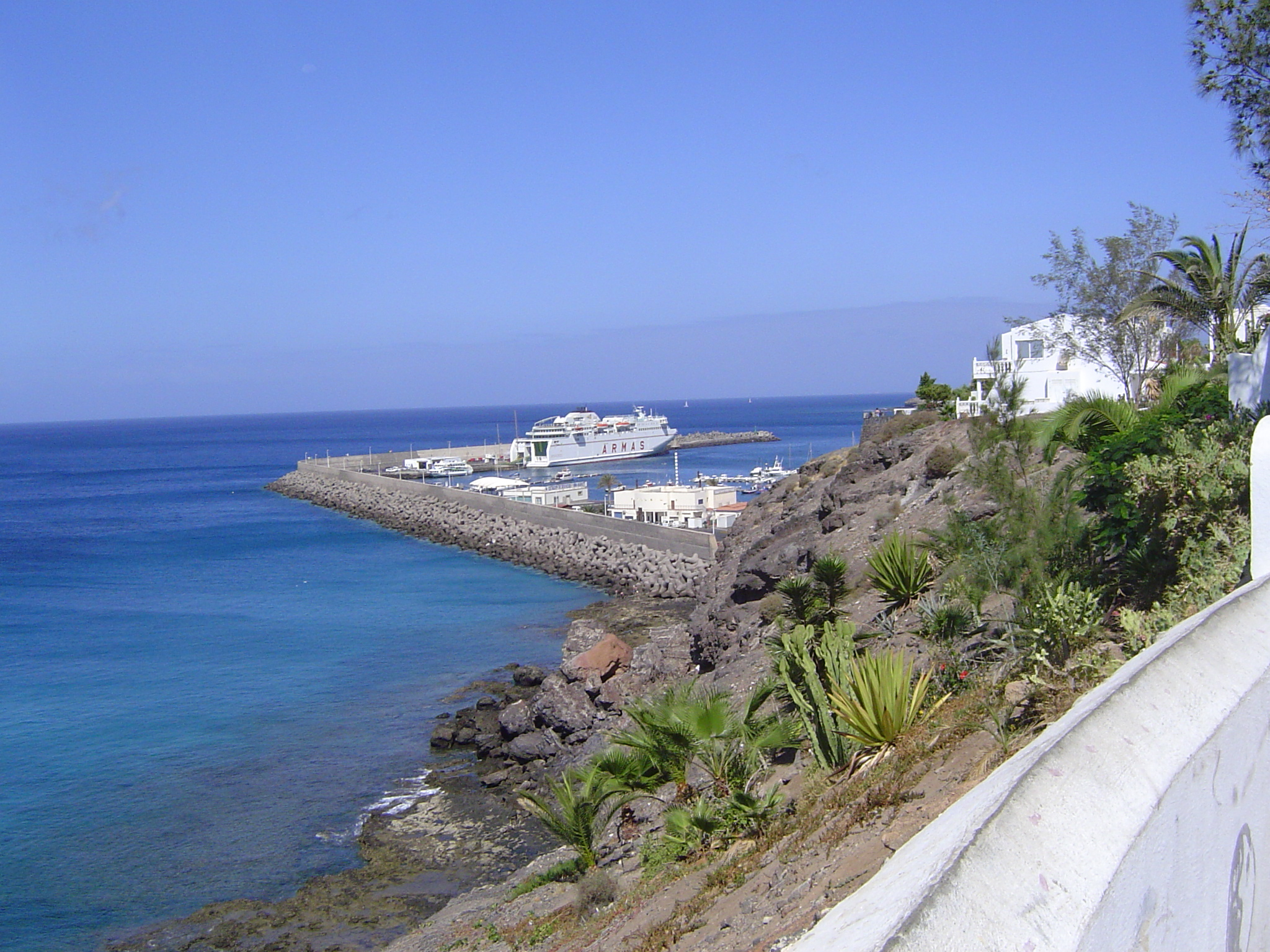
Der Hafen von Morro Jable
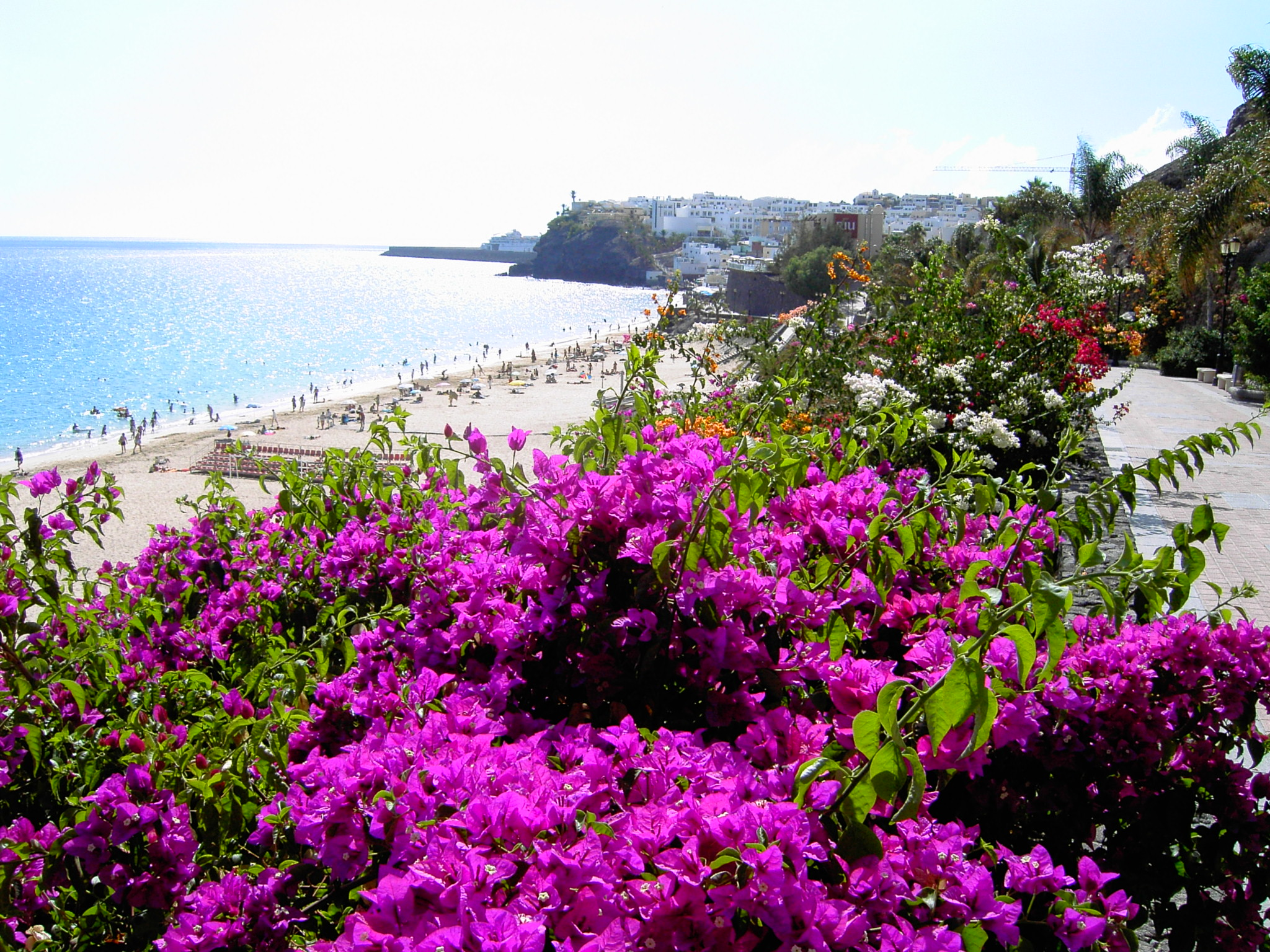
Blick auf den Strand von Morro Jable
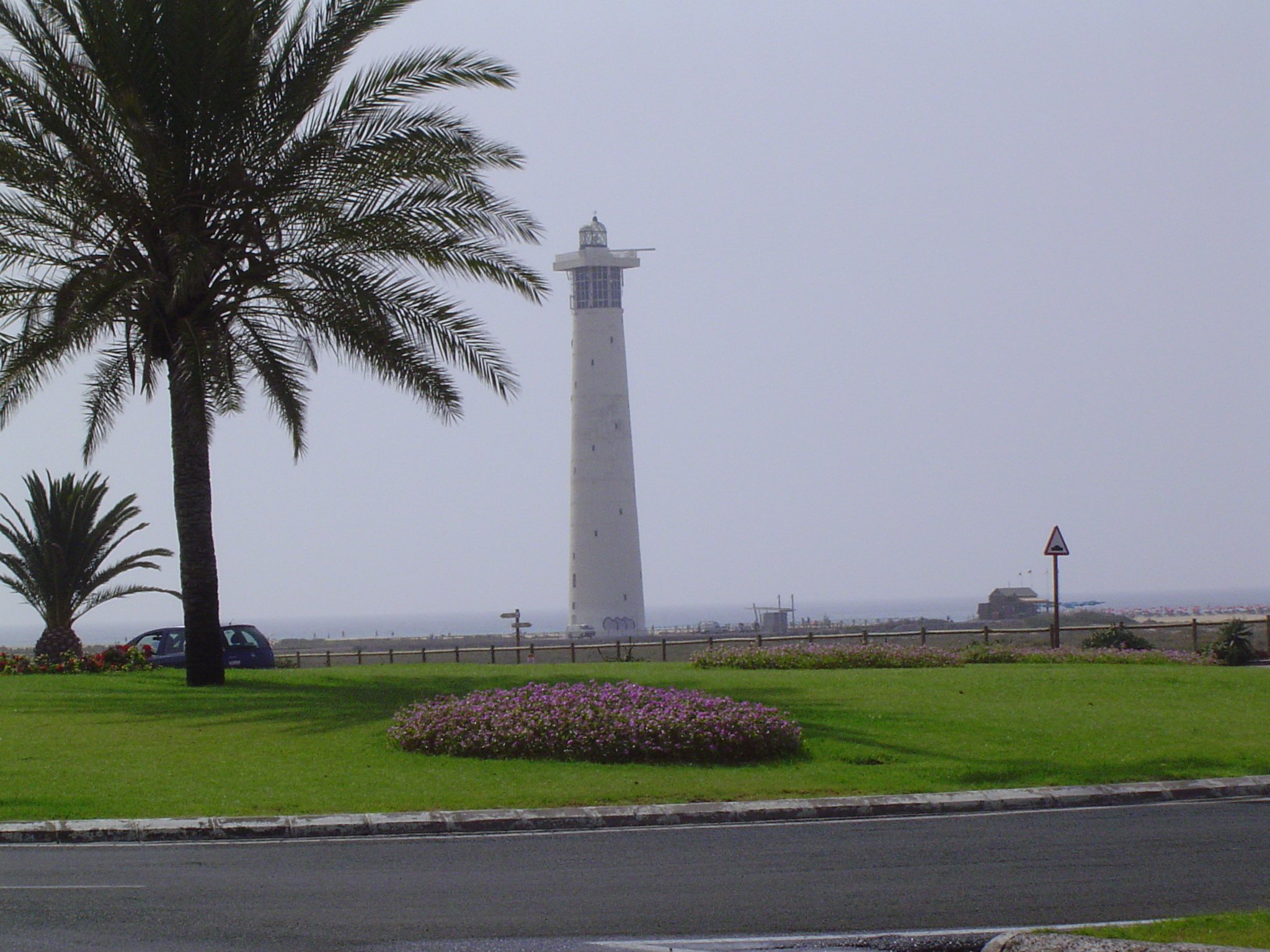
Der Leuchtturm von Jandía Playa